# Goljama Voda
Goljama Voda (Bulgaars: Голяма вода) is een dorp in het noordoosten van Bulgarije, gelegen in de gemeente Samoeil in oblast Razgrad. Het dorp ligt hemelsbreed ongeveer 25 km ten oosten van de stad Razgrad en 300 km ten noordoosten van de hoofdstad Sofia. 

## Bevolking
Het dorp telde in december 2019 247 inwoners, een daling vergeleken met het maximum van 701 personen in 1965.
|  |

Van de 298 inwoners reageerden er 297 op de optionele volkstelling van 2011. Van deze 297 respondenten identificeerden 294 personen zichzelf als Bulgaarse Turken (99%), gevolgd door 3 ondefinieerbare respondenten (1%).
Bogdantsi · Bogomiltsi · Choema · Charsovo · Goljam Izvor · Goljama Voda · Kara Michal · Krivitsa · Nozjarovo · Ptsjelina · Samoeil · Vladimirovtsi · Zdravets · Zjeljazkovets